# Loma Plata
Loma Plata – miasto w zachodnim Paragwaju, w departamencie Boquerón.
Miasto powstało jako jedna z osad osiedlających się na tym terenie od 1927 roku niemieckich mennonitów. W 1937 roku została centrum administracyjnym mennonickiej kolonii Menno.
W 1932 roku w mieście powstał kościół Osterwick – pierwszy mennonicki kościół na półkuli południowej. Natomiast w roku 1947, również za sprawą mennonitów, powstał w mieście pierwszy szpital. W mieście działa muzeum przedstawiające historię kolonii Menno. Muzeum powstało w 1977 roku w 50 rocznicę mennonickiego osadnictwa w tym regionie. Muzeum znajduje się w miejscu, w którym znajdowała się pierwotnie siedziba administracyjna kolonii.
W mieście swoją siedzibę ma, powołana przez mennonitów w 1962 roku, spółdzielnia Chortitzer, która jest największym producentem mleka i wołowiny w Paragwaju. Wpływ na rozwój miasta miało otwarcie Drogi 9 łączącej departament Boquerón, w tym Loma Platę, z miastem Asunción – stolicą Paragwaju. Przed otwarciem drogi towary produkowane w mieście i okolicach trzeba było przewozić 80 km wozami konnymi do torów kolejowych.
W 2006 roku utworzono gminę Loma Plata, poprzez wydzielenie jej z terytorium dystryktu Mariscal José Félix Estigarribia. W 2021 roku Loma Plata była zamieszkana przez 17 745 osób. Połowę mieszkańców stanowią paragwajscy Indianie.

## Demografia
Ludność historyczna:
| Rok                         | 2000   | 2005   | 2010   | 2015   | 2020   |
| --------------------------- | ------ | ------ | ------ | ------ | ------ |
| Ludność                     | 10 837 | 12 428 | 14 104 | 15 795 | 17 431 |
| Gęstość zaludnienia os./km² | 6,02   | 6,90   | 7,84   | 8,78   | 9,68   |

Ludność według grup wiekowych na rok 2020:
| Wiek                          | 0–9 lat | 10–19 lat | 20–29 lat | 30–39 lat | 40–49 lat | 50–59 lat | 60–69 lat | 70–79 lat | 80+ lat |
| ----------------------------- | ------- | --------- | --------- | --------- | --------- | --------- | --------- | --------- | ------- |
| Liczba osób w grupie wiekowej | 3665    | 3204      | 2854      | 2628      | 2064      | 1474      | 901       | 448       | 193     |

Struktura płci na rok 2020:
| Płeć                         | Mężczyźni | Kobiety |
| ---------------------------- | --------- | ------- |
| Liczba osób w danej płci     | 9030      | 8401    |
| Liczba osób w danej płci w % | 51,8      | 48,2    |

## Klimat
Miasto leży strefie klimatu zwrotnikowego. Średnia roczna temperatura powietrza wynosi 24,7 °C. Najcieplejszym miesiącem jest styczeń ze średnią temperaturą 29,1 °C, a najchłodniejszym lipiec ze średnią temperaturą 19,1 °C. Suma opadów deszczu sięga średnio 1157 mm, z przewagą w miesiącach letnich. Najniższe opady notuje się w sierpniu – 35 mm.